# Безукладников В'ячеслав Юрійович
В'ячеслав Юрійович Безукладников (рос. Вячеслав Юрьевич Безукладников; 7 вересня 1968, м. Свердловськ, СРСР — 10 липня 2001, Софія, Болгарія) — радянський/російський хокеїст, центральний нападник. Майстер спорту міжнародного класу.
Вихованець хокейної школи «Автомобіліст» (Свердловськ). З 1986 по 1991 рік виступав за «Автомобіліст» (Свердловськ), з 1991 по 2001 — в «Ладі» (Тольятті). 
Рекордсмен «Лади» за кількістю проведених матчів і найкращий бомбардир команди в чемпіонатах країни. Всього в чемпіонатах провів 536 матчів (156+164) і набрав 237 хвилин штрафного часу.
У складі національної збірної Росії провів 22 матчі (3+4); учасник зимових Олімпійських ігор 1994 (8 матчів, 0+0), учасник чемпіонату світу 1994 (6 матчів, 1+1).
Помер 10 липня 2001 року під час тренування.
Досягнення
- Володар Кубка МХЛ (1994)
- Чемпіон Росії (1996), срібний призер (1993, 1995, 1997)
- Володар Кубка Європи (1997).